# Superleague
La Superleague  è la massima serie della pallacanestro in Irlanda.

## Storia
Il primo campionato nazionale in Irlanda si è giocato nel 1973 ed è stato vinto dai Blue Demons di Cork.
Attualmente è composto da 8 squadre divise in due conference che si incontrano per determinare la griglia dei playoff che assegnano il titolo.

## Albo d'oro
- 1973-74 Blue Demons
- 1974-75 Killester
- 1975-76 Killester
- 1976-77 Killester
- 1977-78 Marian
- 1978-79 St Vincent's Dublin
- 1979-80 St Vincent's Dublin
- 1980-81 Blue Demons
- 1981-82 Gleneagle
- 1982-83 Burgerland Neptune
- 1983-84 Britvic Blue Demons
- 1984-85 Burgerland Neptune
- 1985-86 Burgerland Neptune
- 1986-87 Burgerland Neptune
- 1987-88 Burgerland Neptune
- 1988-89 Dawn Milk Blue Demons
- 1989-90 Burgerland Neptune
- 1990-91 Burgerland Neptune
- 1991-92 Connacht Gold Ballina
- 1992-93 North Monastery, Cork
- 1993-94 Jameson St Vincent's
- 1994-95 Neptune
- 1995-96 Garvey's Tralee Tigers
- 1996-97 Neptune Camtec
- 1997-98 Star of the Sea
- 1998-99 Star of the Sea
- 1999-00 Neptune
- 2000-01 Thorn Killester
- 2001-02 Waterford Crystal
- 2002-03 Neptune
- 2003-04 Horns Tralee Tigers
- 2004-05 UCC Blue Demons
- 2005-06 Roma St Vincent's
- 2006-07 DART Killester
- 2007-08 Abrakababra Tralee Tigers
- 2008-09 UCC Blue Demons
- 2009-10 11890 Killester
- 2010-11 11890 Killester
- 2011-12 UL Eagles
- 2012-13 UL Eagles
- 2013-14 11890 Killester
- 2014-15 UCC Blue Demons
- 2015-16 UCC Blue Demons
- 2016-17 Templeogue
- 2017-18 Marian
- 2018-19 Tralee Warriors
- 2019-20 Belfast Stars
- 2020-21 non disputato
- 2021-22 Tralee Warriors
- 2022-23 Ballincollig
- 2023-24 Éanna

## Vittorie per club
| Club               | Città     | Titolo |
| ------------------ | --------- | ------ |
| Burgerland Neptune | Cork      | 11     |
| Killester          | Dublino   | 8      |
| Blue Demons        | Cork      | 8      |
| St Vincent's       | Dublino   | 3      |
| Tralee Tigers      | Tralee    | 3      |
| Marian             | Dublino   | 2      |
| UL Eagles          | Limerick  | 2      |
| Star of the Sea    | Belfast   | 2      |
| Templeogue         | Dublino   | 1      |
| Killarney          | Killarney | 1      |
| Ballina            | Ballina   | 1      |
| North Monastery    | Cork      | 1      |
| Waterford          | Waterford | 1      |
| Tralee Warriors    | Tralee    | 1      |